# زبان شونا
زبان شونا یکی از زبان‌های آفریقایی از شاخه بانتو است که یکی از سه زبان رسمی کشور زیمبابوه به‌شمار می‌آید.
شونا توسط درصد بالایی از مردم زیمبابوه صحبت می‌شود و زبان اصلی این کشور به‌شمار می‌آید. شونا به همراه ندبله و انگلیسی سه زبان رسمی آن کشور است. شونا در میان بخشی از مردم زامبیا، بوتسوانا و موزامبیک نیز رواج دارد.
قبایل و اقوامی که شونازبان هستند عبارتند از: ززرو، کارانگا، مانییکا، نداو و کوره‌کوره.
شونا خط و دستور زبان استاندارد خود را دارد و این استانداردسازی در اوایل سده بیستم انجام شد و در دهه ۱۹۵۰ شکل ثابت به خود گرفت. نخستین رمان به شونا، رمان فسو نوشته سالومون موتسوایرو است که در سال ۱۹۵۷ منتشر شد. شونا در مدارس تدریس می‌شود اما زبان آموزشی رشته‌های مختلف نیست.